# أبو نخلة
أبو نخلة هي قرية تقع بمنطقة القصيم جنوب مدينة الرس بتسعين كيلو مترا تقريبا. وشمال مدينة الشبيكية بحوالي 28 كم.

## التاريخ
مركز أبو نخلة غرب منطقة القصيم شمال الشبيكية نزله الفواويز من بني عمرو من حرب وعمروها وهي الآن مركز عامر ويوجد بها مزارع النخيل وتقع شرق الجبل المشهور جبل سواج.

## السكان
يبلغ عدد سكان أبو نخلة 2,000 نسمة.

## الموقع الجغرافي
تبعد عن محافظة الرس بقرابة 90 كم. وعن مدينة بريدة بحوالي 160 كم. وعن مدينة الشبيكية 28 كم.

## المناخ
المناخ قاري صحراوي، حار جاف صيفًا بارد مُمطر شتاء، وتبلغ درجة الحرارة صيفًا 45°م، وفي الشتاء تصل 3- مادون الصفر ومتوسط سقوط المطر 145 ملم.